# Fernando Santos
Fernando Manuel Fernandes da Costa Santos (Lissabon, 10 oktober 1954) is een Portugees voormalig profvoetballer en huidig bondscoach van Azerbeidzjan. Hij was van 24 januari tot september 2023 bondscoach van het Poolse voetbalelftal. Van 31 juli 2014 tot en met 15 december 2022 was hij bondscoach van het Portugees voetbalelftal, waarvoor hij vier jaar lang Griekenland onder zijn hoede had. Als bondscoach won Santos met Portugal zowel het UEFA Europees kampioenschap als de UEFA Nations League.

## Carrière als speler
Santos begon zijn carrière als voetballer in 1970 bij de jeugdafdeling van Operário Lisboa. In 1973 vertrok Santos naar de jeugdafdeling van Benfica. In 1987 eindigde hij op 33-jarige leeftijd zijn professionele voetbalcarrière bij Estoril-Praia.

## Carrière als clubtrainer
Santos voltooide een opleiding om zo aan de slag te kunnen gaan als ingenieur in 1977, wat hij tien jaar deed. Na zijn voetbalcarrière ging Santos aan de slag als voetbaltrainer. Zijn carrière als trainer begon hij waar hij zijn carrière als voetballer beëindigde: bij Estoril-Praia, waar hij zeven jaar lang zou verblijven. In deze periode promoveerde hij met zijn team naar de Primeira Divisão (de huidige Primeira Liga), de hoogste voetbalcompetitie in het voetbalsysteem van Portugal.
Na zijn lange periode bij Estoril-Praia was Santos vier jaar lang trainer bij Estrela da Amadora. In 1998 werd hij aangenomen bij FC Porto, waar hij uiteindelijk drie jaar zou blijven. In deze periode won Porto eenmaal de Primeira Divisão, tweemaal de Taça de Portugal en legde het tevens drie keer beslag op de Supertaça Cândido de Oliveira. In 2000 werd Santos door FIFA uitgeroepen tot negende beste trainer van de wereld. Na drie seizoenen vertrok Santos bij FC Porto en werd hij de nieuwe trainer van het Griekse AEK Athene.
In het seizoen 2001/02 leidde Santos AEK Athene naar de finale van de Beker van Griekenland, wat resulteerde in een overwinning in 2002. Alvorens in 2004 werd naar Athene terug te keren trainde Santos zowel een seizoen bij Panathinaikos als bij Sporting CP. In het seizoen 2004/05 behaalde hij met AEK Athene de derde plaats bij de Griekse competitie. Na het seizoen 2005/06 stopte Santos bij de Grieken en ging hij terug naar zijn geboorteland Portugal om daar een seizoen te trainen bij SL Benfica. Dit was geen succes (de staf bleek onvoldoende vertrouwen in hem te hebben na enkele slechte wedstrijden) en in 2007 keerde Santos terug naar Griekenland, om daar een contract te tekenen bij PAOK. In het seizoen 2009/10 behaalde Santos met zijn ploeg de tweede plaats in de Super League. Op 19 mei 2010 maakte hij tijdens een persconferentie zijn aftreden bekend.

## Carrière als bondscoach
Op 1 juli 2010 wees de Griekse voetbalbond Fernando Santos aan als nieuwe bondscoach van Griekenland voor de daaropvolgende twee jaar. Hij trad aan als opvolger van Otto Rehhagel, die bijna tien jaar de leiding had gehad bij de Griekse nationale A-ploeg. Het Europees kampioenschap voetbal 2012 in Oekraïne en Polen was Santos' eerste grote toernooi, nadat hij kwalificatie met zijn selectie had weten af te dwingen. Griekenland speelde in de groepsfase tegen Polen, Rusland en Tsjechië. Na een gelijkspel tegen Polen (1–1) en een nederlaag tegen Tsjechië (1–2) won Griekenland op zaterdag 16 juni het afsluitende groepsduel van Rusland met 1–0. Dankzij de treffer van aanvoerder Giorgos Karagounis, op slag van rust, plaatste Santos' ploeg zich verrassend voor de tweede ronde, samen met groepswinnaar Tsjechië. Santos zwaaide af bij de Grieken na het WK voetbal 2014 in Brazilië en trad daarna aan als bondscoach van zijn vaderland Portugal, als opvolger van de weggestuurde Paulo Bento. Met Portugal werd hij Europees kampioen door op 10 juli 2016 Frankrijk met 1–0 te verslaan in de finale. Op 9 juni 2019 wist Santos met zijn ploeg de UEFA Nations League te winnen door Nederland met 1–0 in de finale te verslaan.

### Griekenland
| Interlands Griekenland onder leiding van Fernando Santos | Interlands Griekenland onder leiding van Fernando Santos | Interlands Griekenland onder leiding van Fernando Santos | Interlands Griekenland onder leiding van Fernando Santos | Interlands Griekenland onder leiding van Fernando Santos | Interlands Griekenland onder leiding van Fernando Santos |
| №                                                        | Datum                                                    | Wedstrijd                                                | Uitslag                                                  | Competitie                                               |                                                          |
| -------------------------------------------------------- | -------------------------------------------------------- | -------------------------------------------------------- | -------------------------------------------------------- | -------------------------------------------------------- | -------------------------------------------------------- |
| 1                                                        | 11.08.2010                                               | Servië – Griekenland                                     | 0 – 1                                                    | Vriendschappelijk                                        |                                                          |
| 2                                                        | 03.09.2010                                               | Griekenland – Georgië                                    | 1 – 1                                                    | EK-kwalificatie                                          |                                                          |
| 3                                                        | 07.09.2010                                               | Kroatië – Griekenland                                    | 0 – 0                                                    | EK-kwalificatie                                          |                                                          |
| 4                                                        | 08.10.2010                                               | Griekenland – Letland                                    | 1 – 0                                                    | EK-kwalificatie                                          |                                                          |
| 5                                                        | 12.10.2010                                               | Griekenland – Israël                                     | 2 – 1                                                    | EK-kwalificatie                                          |                                                          |
| 6                                                        | 17.11.2010                                               | Oostenrijk – Griekenland                                 | 1 – 2                                                    | Vriendschappelijk                                        |                                                          |
| 7                                                        | 09.02.2011                                               | Griekenland – Canada                                     | 1 – 0                                                    | Vriendschappelijk                                        |                                                          |
| 8                                                        | 26.03.2011                                               | Malta – Griekenland                                      | 0 – 1                                                    | EK-kwalificatie                                          |                                                          |
| 9                                                        | 29.03.2011                                               | Griekenland – Polen                                      | 0 – 0                                                    | Vriendschappelijk                                        |                                                          |
| 10                                                       | 04.06.2011                                               | Griekenland – Malta                                      | 3 – 1                                                    | EK-kwalificatie                                          |                                                          |
| 11                                                       | 08.06.2011                                               | Ecuador – Griekenland                                    | 1 – 1                                                    | Vriendschappelijk                                        |                                                          |
| 12                                                       | 10.08.2011                                               | Bosnië en Herzegovina – Griekenland                      | 0 – 0                                                    | Vriendschappelijk                                        |                                                          |
| 13                                                       | 02.09.2011                                               | Israël – Griekenland                                     | 0 – 1                                                    | EK-kwalificatie                                          |                                                          |
| 14                                                       | 06.09.2011                                               | Letland – Griekenland                                    | 1 – 1                                                    | EK-kwalificatie                                          |                                                          |
| 15                                                       | 07.10.2011                                               | Griekenland – Kroatië                                    | 2 – 0                                                    | EK-kwalificatie                                          |                                                          |
| 16                                                       | 11.10.2011                                               | Georgië – Griekenland                                    | 1 – 2                                                    | EK-kwalificatie                                          |                                                          |
| 17                                                       | 11.11.2011                                               | Griekenland – Rusland                                    | 1 – 1                                                    | Vriendschappelijk                                        |                                                          |
| 18                                                       | 15.11.2011                                               | Griekenland – Roemenië                                   | 1 – 3                                                    | Vriendschappelijk                                        |                                                          |
| 19                                                       | 29.02.2012                                               | Griekenland – België                                     | 1 – 1                                                    | Vriendschappelijk                                        |                                                          |
| 20                                                       | 26.05.2012                                               | Griekenland – Slovenië                                   | 1 – 1                                                    | Vriendschappelijk                                        |                                                          |
| 21                                                       | 31.05.2012                                               | Armenië – Griekenland                                    | 0 – 1                                                    | Vriendschappelijk                                        |                                                          |
| 22                                                       | 08.06.2012                                               | Polen – Griekenland                                      | 1 – 1                                                    | EK-eindronde                                             |                                                          |
| 23                                                       | 12.06.2012                                               | Tsjechië – Griekenland                                   | 2 – 1                                                    | EK-eindronde                                             |                                                          |
| 24                                                       | 16.06.2012                                               | Griekenland – Rusland                                    | 1 – 0                                                    | EK-eindronde                                             |                                                          |
| 25                                                       | 22.06.2012                                               | Duitsland – Griekenland                                  | 4 – 2                                                    | EK-eindronde                                             |                                                          |
| 26                                                       | 15.08.2012                                               | Noorwegen – Griekenland                                  | 2 – 3                                                    | Vriendschappelijk                                        |                                                          |
| 27                                                       | 07.09.2012                                               | Letland – Griekenland                                    | 1 – 2                                                    | WK-kwalificatie                                          |                                                          |
| 28                                                       | 11.09.2012                                               | Griekenland – Litouwen                                   | 2 – 0                                                    | WK-kwalificatie                                          |                                                          |
| 29                                                       | 12.10.2012                                               | Griekenland – Bosnië en Herzegovina                      | 0 – 0                                                    | WK-kwalificatie                                          |                                                          |
| 30                                                       | 16.10.2012                                               | Slowakije – Griekenland                                  | 0 – 1                                                    | WK-kwalificatie                                          |                                                          |
| 31                                                       | 14.11.2012                                               | Ierland – Griekenland                                    | 0 – 1                                                    | Vriendschappelijk                                        |                                                          |
| 32                                                       | 06.02.2013                                               | Griekenland – Zwitserland                                | 0 – 0                                                    | Vriendschappelijk                                        |                                                          |
| 33                                                       | 22.03.2013                                               | Bosnië en Herzegovina – Griekenland                      | 3 – 1                                                    | WK-kwalificatie                                          |                                                          |
| 34                                                       | 07.06.2013                                               | Litouwen – Griekenland                                   | 0 – 1                                                    | WK-kwalificatie                                          |                                                          |
| 35                                                       | 14.08.2013                                               | Oostenrijk – Griekenland                                 | 0 – 2                                                    | Vriendschappelijk                                        |                                                          |
| 36                                                       | 06.09.2013                                               | Liechtenstein – Griekenland                              | 0 – 1                                                    | WK-kwalificatie                                          |                                                          |
| 37                                                       | 10.09.2013                                               | Griekenland – Letland                                    | 1 – 0                                                    | WK-kwalificatie                                          |                                                          |
| 38                                                       | 11.10.2013                                               | Griekenland – Slowakije                                  | 1 – 0                                                    | WK-kwalificatie                                          |                                                          |
| 39                                                       | 15.10.2013                                               | Griekenland – Liechtenstein                              | 2 – 0                                                    | WK-kwalificatie                                          |                                                          |
| 40                                                       | 15.11.2013                                               | Griekenland – Roemenië                                   | 3 – 1                                                    | WK-kwalificatie                                          |                                                          |
| 41                                                       | 19.11.2013                                               | Roemenië – Griekenland                                   | 1 – 1                                                    | WK-kwalificatie                                          |                                                          |
| 42                                                       | 05.03.2014                                               | Griekenland – Zuid-Korea                                 | 0 – 2                                                    | Vriendschappelijk                                        |                                                          |
| 43                                                       | 31.05.2014                                               | Portugal – Griekenland                                   | 0 – 0                                                    | Vriendschappelijk                                        |                                                          |
| 44                                                       | 03.06.2014                                               | Nigeria – Griekenland                                    | 0 – 0                                                    | Vriendschappelijk                                        |                                                          |
| 45                                                       | 06.06.2014                                               | Bolivia – Griekenland                                    | 1 – 2                                                    | Vriendschappelijk                                        |                                                          |
| 46                                                       | 14.06.2014                                               | Colombia – Griekenland                                   | 3 – 0                                                    | WK-eindronde                                             |                                                          |
| 47                                                       | 19.06.2014                                               | Japan – Griekenland                                      | 0 – 0                                                    | WK-eindronde                                             |                                                          |
| 48                                                       | 24.06.2014                                               | Ivoorkust – Griekenland                                  | 1 – 2                                                    | WK-eindronde                                             |                                                          |
| 49                                                       | 29.06.2014                                               | Costa Rica – Griekenland                                 | 1 – 1                                                    | WK-eindronde                                             |                                                          |

### Portugal
| Interlands Portugal onder leiding van Fernando Santos | Interlands Portugal onder leiding van Fernando Santos | Interlands Portugal onder leiding van Fernando Santos | Interlands Portugal onder leiding van Fernando Santos | Interlands Portugal onder leiding van Fernando Santos | Interlands Portugal onder leiding van Fernando Santos |
| №                                                     | Datum                                                 | Wedstrijd                                             | Uitslag                                               | Competitie                                            |                                                       |
| ----------------------------------------------------- | ----------------------------------------------------- | ----------------------------------------------------- | ----------------------------------------------------- | ----------------------------------------------------- | ----------------------------------------------------- |
| 1                                                     | 11.10.2014                                            | Frankrijk – Portugal                                  | 2 – 1                                                 | Vriendschappelijk                                     |                                                       |
| 2                                                     | 14.10.2014                                            | Denemarken – Portugal                                 | 0 – 1                                                 | EK-kwalificatie                                       |                                                       |
| 3                                                     | 14.11.2014                                            | Portugal – Armenië                                    | 1 – 0                                                 | EK-kwalificatie                                       |                                                       |
| 4                                                     | 18.11.2014                                            | Argentinië – Portugal                                 | 0 – 1                                                 | Vriendschappelijk                                     |                                                       |
| 5                                                     | 29.03.2015                                            | Portugal – Servië                                     | 2 – 1                                                 | EK-kwalificatie                                       |                                                       |
| 6                                                     | 31.03.2015                                            | Portugal – Kaapverdië                                 | 0 – 2                                                 | Vriendschappelijk                                     |                                                       |
| 7                                                     | 13.06.2015                                            | Armenië – Portugal                                    | 2 – 3                                                 | EK-kwalificatie                                       |                                                       |
| 8                                                     | 16.06.2015                                            | Italië – Portugal                                     | 0 – 1                                                 | Vriendschappelijk                                     |                                                       |
| 9                                                     | 04.09.2015                                            | Portugal – Frankrijk                                  | 0 – 1                                                 | Vriendschappelijk                                     |                                                       |
| 10                                                    | 07.09.2015                                            | Albanië – Portugal                                    | 0 – 1                                                 | EK-kwalificatie                                       |                                                       |
| 11                                                    | 08.10.2015                                            | Portugal – Denemarken                                 | 1 – 0                                                 | EK-kwalificatie                                       |                                                       |
| 12                                                    | 11.10.2015                                            | Servië – Portugal                                     | 1 – 2                                                 | EK-kwalificatie                                       |                                                       |
| 14                                                    | 14.11.2015                                            | Rusland – Portugal                                    | 1 – 0                                                 | Vriendschappelijk                                     |                                                       |
| 15                                                    | 17.11.2015                                            | Luxemburg – Portugal                                  | 0 – 2                                                 | Vriendschappelijk                                     |                                                       |
| 16                                                    | 25.03.2016                                            | Portugal – Bulgarije                                  | 0 – 1                                                 | Vriendschappelijk                                     |                                                       |
| 17                                                    | 29.03.2016                                            | Portugal – België                                     | 2 – 1                                                 | Vriendschappelijk                                     |                                                       |
| 18                                                    | 29.05.2016                                            | Portugal – Noorwegen                                  | 3 – 0                                                 | Vriendschappelijk                                     |                                                       |
| 19                                                    | 02.06.2016                                            | Engeland – Portugal                                   | 1 – 0                                                 | Vriendschappelijk                                     |                                                       |
| 20                                                    | 08.06.2016                                            | Portugal – Estland                                    | 7 – 0                                                 | Vriendschappelijk                                     |                                                       |
| 21                                                    | 14.06.2016                                            | Portugal – IJsland                                    | 1 – 1                                                 | EK-eindronde                                          |                                                       |
| 22                                                    | 18.06.2016                                            | Portugal – Oostenrijk                                 | 0 – 0                                                 | EK-eindronde                                          |                                                       |
| 23                                                    | 22.06.2016                                            | Hongarije – Portugal                                  | 3 – 3                                                 | EK-eindronde                                          |                                                       |
| 24                                                    | 25.06.2016                                            | Kroatië – Portugal                                    | 0 – 1                                                 | EK-eindronde                                          |                                                       |
| 25                                                    | 30.06.2016                                            | Polen – Portugal                                      | 1 – 1 (3 – 5 n.s.)                                    | EK-eindronde                                          |                                                       |
| 26                                                    | 06.07.2016                                            | Portugal – Wales                                      | 2 – 0                                                 | EK-eindronde                                          |                                                       |
| 27                                                    | 10.07.2016                                            | Portugal – Frankrijk                                  | 1 – 0                                                 | EK-finale                                             |                                                       |
| 28                                                    | 01.09.2016                                            | Portugal – Gibraltar                                  | 5 – 0                                                 | Vriendschappelijk                                     |                                                       |
| 29                                                    | 06.09.2016                                            | Zwitserland – Portugal                                | 2 – 0                                                 | WK-kwalificatie                                       |                                                       |
| 30                                                    | 07.10.2016                                            | Portugal – Andorra                                    | 6 – 0                                                 | WK-kwalificatie                                       |                                                       |
| 31                                                    | 10.10.2016                                            | Faeröer – Portugal                                    | 0 – 6                                                 | WK-kwalificatie                                       |                                                       |
| 32                                                    | 13.11.2016                                            | Portugal – Letland                                    | 4 – 1                                                 | WK-kwalificatie                                       |                                                       |
| 33                                                    | 25.03.2017                                            | Portugal – Hongarije                                  | 3 – 0                                                 | WK-kwalificatie                                       |                                                       |
| 34                                                    | 28.03.2017                                            | Portugal – Zweden                                     | 2 – 3                                                 | Vriendschappelijk                                     |                                                       |
| 35                                                    | 03.06.2017                                            | Portugal – Cyprus                                     | 4 – 0                                                 | Vriendschappelijk                                     |                                                       |
| 36                                                    | 09.06.2017                                            | Letland – Portugal                                    | 0 – 3                                                 | WK-kwalificatie                                       |                                                       |
| 37                                                    | 18.06.2017                                            | Mexico – Portugal                                     | 2 – 2                                                 | Confederations Cup                                    |                                                       |
| 38                                                    | 21.06.2017                                            | Rusland – Portugal                                    | 0 – 1                                                 | Confederations Cup                                    |                                                       |
| 39                                                    | 24.06.2017                                            | Nieuw-Zeeland – Portugal                              | 0 – 4                                                 | Confederations Cup                                    |                                                       |
| 40                                                    | 28.06.2017                                            | Portugal – Chili                                      | 0 – 0 (0 – 3 n.s.)                                    | Confederations Cup                                    |                                                       |
| 41                                                    | 02.07.2017                                            | Portugal – Mexico                                     | 2 – 1                                                 | Confederations Cup                                    |                                                       |
| 42                                                    | 31.08.2017                                            | Portugal – Faeröer                                    | 5 – 1                                                 | WK-kwalificatie                                       |                                                       |
| 43                                                    | 03.09.2017                                            | Hongarije – Portugal                                  | 0 – 1                                                 | WK-kwalificatie                                       |                                                       |
| 44                                                    | 07.10.2017                                            | Andorra – Portugal                                    | 0 – 2                                                 | WK-kwalificatie                                       |                                                       |
| 45                                                    | 10.10.2017                                            | Portugal – Zwitserland                                | 2 – 0                                                 | WK-kwalificatie                                       |                                                       |
| 46                                                    | 10.11.2017                                            | Portugal – Saoedi-Arabië                              | 3 – 0                                                 | Vriendschappelijk                                     |                                                       |
| 47                                                    | 14.11.2017                                            | Portugal – Verenigde Staten                           | 1 – 1                                                 | Vriendschappelijk                                     |                                                       |
| 48                                                    | 23.03.2018                                            | Egypte – Portugal                                     | 1 – 2                                                 | Vriendschappelijk                                     |                                                       |
| 49                                                    | 26.03.2018                                            | Nederland – Portugal                                  | 3 – 0                                                 | Vriendschappelijk                                     |                                                       |
| 50                                                    | 28.05.2018                                            | Portugal – Tunesië                                    | 2 – 2                                                 | Vriendschappelijk                                     |                                                       |
| 51                                                    | 02.06.2018                                            | België – Portugal                                     | 0 – 0                                                 | Vriendschappelijk                                     |                                                       |

### Polen
| Interlands Polen onder leiding van Fernando Santos | Interlands Polen onder leiding van Fernando Santos | Interlands Polen onder leiding van Fernando Santos | Interlands Polen onder leiding van Fernando Santos | Interlands Polen onder leiding van Fernando Santos | Interlands Polen onder leiding van Fernando Santos |
| №                                                  | Datum                                              | Wedstrijd                                          | Uitslag                                            | Competitie                                         |                                                    |
| -------------------------------------------------- | -------------------------------------------------- | -------------------------------------------------- | -------------------------------------------------- | -------------------------------------------------- | -------------------------------------------------- |
| 1                                                  | 24.03.2023                                         | Tsjechië – Polen                                   | 3 – 1                                              | EK-kwalificatie 2024                               |                                                    |
| 2                                                  | 27.03.2023                                         | Polen – Albanië                                    | 1 – 0                                              | EK-kwalificatie 2024                               |                                                    |
| 3                                                  | 16.06.2023                                         | Polen – Duitsland                                  | 1 – 0                                              | Vriendschappelijk                                  |                                                    |
| 4                                                  | 20.06.2023                                         | Moldavië – Polen                                   | 3 – 2                                              | EK-kwalificatie 2024                               |                                                    |
| 5                                                  | 07.09.2023                                         | Polen – Faeröer                                    | 2 – 0                                              | EK-kwalificatie 2024                               |                                                    |
| 6                                                  | 10.09.2023                                         | Albanië – Polen                                    | 2 – 0                                              | EK-kwalificatie 2024                               |                                                    |

## Erelijst
Als trainer
 FC Porto
- Primeira Divisão: 1998/99
- Taça de Portugal: 1999/00, 2000/01
- Supertaça Cândido de Oliveira: 1998, 1999

 AEK Athene
- Beker van Griekenland: 2001/02

 Portugal
- UEFA EK: 2016
- UEFA Nations League: 2019

Individueel
- Super League Trainer van het jaar: 2001/02, 2004/05, 2008/09, 2009/10
- Super League Trainer van het Decennium: 2000–2010
- IFFHS World's Best National Coach: 2016, 2019
- The Best FIFA Men's Coach: 2016 (derde plaats)
- Globos de Ouro – Beste Mannelijke Trainer: 2017
- PFA Platinum Quinas: 2019